# Търговище (област)
Вижте пояснителната страница за други значения на Търговище.
Област Търговище (също и Търговищка област) е област в България. Граничи с област Велико Търново на запад, област Русе и област Разград на север, област Шумен на изток и област Сливен на юг. Заема площ от 2710,4 km2 и има население от 98 144 души по данни от преброяване 2021 г.Пощенските кодове на населените места в област Търговище са от 7700 (за град Търговище) до 7999. МПС-кодът ѝ е T.

## Населени места
Населени места в област Търговище (градовете са с удебелен шрифт):
| Общини (5 на брой) | Населени места (194 на брой – 5 града и 189 села) | Брой и вид | Брой и вид | Брой и вид |
| Общини (5 на брой) | Населени места (194 на брой – 5 града и 189 села) | Градове    | Села       | Общо       |
| Антоново           | Антоново, Банковец, Богомолско, Букак, Великовци, Вельово, Глашатай, Голямо Доляне, Горна Златица, Девино, Длъжка поляна, Добротица, Долна Златица, Дъбравица, Изворово, Капище, Китино, Коноп, Крайполе, Крушолак, Къпинец, Кьосевци, Любичево, Малка Черковна, Малоградец, Манушевци, Мечово, Милино, Моравица, Моравка, Орач, Пиринец, Поройно, Присойна, Пчелно, Равно село, Разделци, Свирчово, Свободица, Семерци, Слънчовец, Стара речка, Старчище, Стеврек, Стойново, Стройновци, Таймище, Тиховец, Трескавец, Халваджийско, Чеканци, Черна вода, Черни бряг, Шишковица, Язовец, Яребично, Ястребино | 1          | 58         | 59         |
| Омуртаг            | Беломорци, Българаново, Великденче, Величка, Веренци, Веселец, Висок, Врани кон, Голямо Църквище, Горна Хубавка, Горно Козарево, Горно Новково, Горско село, Долна Хубавка, Долно Козарево, Долно Новково, Зелена морава, Змейно, Звездица, Илийно, Камбурово, Кестеново, Козма Презвитер, Красноселци, Могилец, Обител, Омуртаг, Панайот Хитово, Паничино, Петрино, Плъстина, Птичево, Пъдарино, Първан, Росица, Рътлина, Станец, Тъпчилещово, Угледно, Царевци, Церовище, Чернокапци | 1          | 41         | 42         |
| Опака              | Голямо градище, Горско Абланово, Гърчиново, Крепча, Люблен, Опака | 1          | 5          | 6          |
| Попово             | Априлово, Баба Тонка, Берковски, Бракница, Водица, Гагово, Глогинка, Горица, Долец, Долна Кабда, Дриново, Еленово, Заветно, Зараево, Захари Стояново, Звезда, Иванча, Кардам, Ковачевец, Козица, Конак, Ломци, Манастирица, Марчино, Медовина, Осиково, Паламарца, Помощица, Попово, Посабина, Садина, Светлен, Славяново, Тръстика, Цар Асен | 1          | 34         | 35         |
| Търговище          | Алваново, Александрово, Баячево, Бистра, Божурка, Братово, Буйново, Буховци, Вардун, Васил Левски, Голямо Ново, Голямо Соколово, Горна Кабда, Давидово, Драгановец, Дралфа, Дългач, Здравец, Копрец, Кошничари, Кралево, Кръшно, Лиляк, Ловец, Макариополско, Маково, Миладиновци, Мировец, Момино, Надарево, Овчарово, Осен, Острец, Пайдушко, Певец, Подгорица, Преселец, Пресиян, Пресяк, Пробуда, Пролаз, Разбойна, Ралица, Росина, Руец, Стража, Съединение, Твърдинци, Търговище, Търновца, Цветница, Черковна                                                                                         | 1          | 51         | 52         |

## Население

### Численост на населението
Численост на населението в населените места на днешните общини в област Търговище, според преброяванията през годините:
| Общини    | Площ (в km²) | 1934 (31.12.1934) | 1946 (31.12.1946) | 1956 (1.12.1956) | 1965 (1.12.1965) | 1975 (2.12.1975) | 1985 (4.12.1985) | 1992 (4.12.1992) | 2001 (1.3.2001) | 2011 (1.2.2011) | 2021 (7.9.2021) |
| Общо      | 2710,286     | 171586            | 174956            | 163956           | 170210           | 172288           | 165943           | 151339           | 137689          | 120818          | 98144           |
| --------- | ------------ | ----------------- | ----------------- | ---------------- | ---------------- | ---------------- | ---------------- | ---------------- | --------------- | --------------- | --------------- |
| Антоново  | 478,775      | 25369             | 25984             | 19211            | 14715            | 12107            | 10038            | 8697             | 7593            | 6262            | 4606            |
| Омуртаг   | 400,831      | 27238             | 30527             | 30430            | 33051            | 32772            | 30446            | 27000            | 25212           | 21853           | 16144           |
| Опака     | 157,352      | 12119             | 12966             | 11942            | 11359            | 10101            | 9526             | 8986             | 7786            | 6664            | 5487            |
| Попово    | 832,899      | 56371             | 57028             | 54229            | 52278            | 49155            | 44899            | 40968            | 36208           | 28775           | 22834           |
| Търговище | 840,429      | 50489             | 48451             | 48144            | 58807            | 68153            | 71034            | 65 688           | 60890           | 57264           | 49073           |

### Прираст на населението

#### Естествен прираст
| Демография на населението | Демография на населението | Демография на населението | Демография на населението |
| Година                    | Раждаемост                | Смъртност                 | Естествен прираст         |
| ------------------------- | ------------------------- | ------------------------- | ------------------------- |
| 2000                      | 9,3 ‰                     | 15,1 ‰                    | −5,8 ‰                    |
| 2001                      | 9,2 ‰                     | 14,9 ‰                    | −5,7 ‰                    |
| 2002                      | 9,3 ‰                     | 14,0 ‰                    | −4,7 ‰                    |
| 2003                      | 9,4 ‰                     | 15,7 ‰                    | −6,3 ‰                    |
| 2004                      | 10,0 ‰                    | 15,0 ‰                    | −5,0 ‰                    |
| 2005                      | 9,2 ‰                     | 14,9 ‰                    | −5,7 ‰                    |
| 2006                      | 10,0 ‰                    | 15,1 ‰                    | −5,1 ‰                    |
| 2007                      | 10,0 ‰                    | 15,4 ‰                    | −5,4 ‰                    |
| 2008                      | 10,3 ‰                    | 15,4 ‰                    | −5,1 ‰                    |
| 2009                      | 10,5 ‰                    | 14,8 ‰                    | −4,3 ‰                    |
| 2010                      | 10,5 ‰                    | 15,4 ‰                    | −4,9 ‰                    |
| 2011                      | 10,4 ‰                    | 16,0 ‰                    | −5,6 ‰                    |
| 2012                      | 10,2 ‰                    | 16,2 ‰                    | −6,0 ‰                    |
| 2013                      | 9,3 ‰                     | 15,1 ‰                    | −5,8 ‰                    |
| 2014                      | 9,1 ‰                     | 15,8 ‰                    | −6,7 ‰                    |
| 2015                      | 9,3 ‰                     | 16,3 ‰                    | −7,0 ‰                    |
| 2016                      | 8,5 ‰                     | 16,2 ‰                    | −7,7 ‰                    |
| 2017                      | 8,3 ‰                     | 16,3 ‰                    | −8,0 ‰                    |
| 2018                      | 8,5 ‰                     | 16,3 ‰                    | −7,8 ‰                    |
| 2019                      | 8,1 ‰                     | 17,0 ‰                    | -8,9 ‰                    |
| 2020                      | 7,2 ‰                     | 19,7 ‰                    | −12,5 ‰                   |
| 2021                      | 7,4 ‰                     | 24,1 ‰                    | −16,7 ‰                   |
| 2022                      | 8,3 ‰                     | 20,7 ‰                    | −12,4 ‰                   |
| 2023                      | 8,3 ‰                     | 17,6 ‰                    | −9,3 ‰                    |
| 2024                      | 7,9 ‰                     | 18,2 ‰                    | −10,3 ‰                   |

### Етнически състав
Численост и дял на етническите групи според преброяванията на населението през годините:
|                     |                     | Численост | Численост | Дял (в %) | Дял (в %) |
| 2001                | 2011                | 2001      | 2011      |           |           |
| Общо                | Общо                | 137 689   | 120 818   | 100.00    | 100.00    |
| ------------------- | ------------------- | --------- | --------- | --------- | --------- |
| Българи             | Българи             | 76 294    | 58 371    | 55.41     | 48.31     |
| Турци               | Турци               | 49 495    | 38 231    | 35.94     | 31.64     |
| Цигани              | Цигани              | 9868      | 7767      | 7.16      | 6.42      |
| Други               | Руснаци             | 139       | 959       | 0.10      | 0.79      |
| Други               | Арменци             | 10        | 959       | под 0.01  | 0.79      |
| Други               | Власи               | 78        | 959       | 0.05      | 0.79      |
| Други               | Македонци           | 5         | 959       | под 0.01  | 0.79      |
| Други               | Гърци               | 19        | 959       | 0.01      | 0.79      |
| Други               | Украинци            | 21        | 959       | 0.01      | 0.79      |
| Други               | Евреи               | 1         | 959       | под 0.01  | 0.79      |
| Други               | Румънци             | –         | 959       | –         | 0.79      |
| Други               | Други               | 51        | 959       | 0.03      | 0.79      |
| Не се самоопределят | Не се самоопределят | 1259      | 1472      | 0.91      | 1.21      |
| Неотговорили        | Неотговорили        | 449       | 14 018    | 0.32      | 11.60     |

#### Общини
Численост и дял на етническите групи по общини, според преброяването на населението през 2011 г.:
| Община    | Численост | Численост | Численост | Численост | Численост | Численост           | Численост     | Дял (в %) | Дял (в %) | Дял (в %) | Дял (в %) | Дял (в %)           | Дял (в %)     |
| Община    | Общо      | Българи   | Турци     | Цигани    | Други     | Не се самоопределят | Не отговорили | Българи   | Турци     | Цигани    | Други     | Не се самоопределят | Не отговорили |
| Общо      | 120 818   | 58 371    | 38 231    | 7767      | 959       | 1472                | 14 018        | 48.31     | 31.64     | 6.42      | 0.79      | 1.21                | 11.60         |
| --------- | --------- | --------- | --------- | --------- | --------- | ------------------- | ------------- | --------- | --------- | --------- | --------- | ------------------- | ------------- |
| Антоново  | 6262      | 1660      | 2975      | 1212      | 7         | 84                  | 324           | 26.50     | 47.50     | 19.35     | 0.11      | 1.34                | 5.17          |
| Омуртаг   | 21 853    | 3518      | 11 959    | 1690      | 198       | 147                 | 4341          | 16.09     | 54.72     | 7.73      | 0.90      | 0.67                | 19.86         |
| Опака     | 6664      | 1433      | 3858      | 4         | 5         | 8                   | 1356          | 21.50     | 57.89     | 0.06      | 0.07      | 0.12                | 20.34         |
| Попово    | 28 775    | 18 531    | 4556      | 959       | 155       | 631                 | 3943          | 64.39     | 15.83     | 3.33      | 0.53      | 2.19                | 13.70         |
| Търговище | 57 264    | 33 229    | 14 883    | 3902      | 594       | 602                 | 4054          | 58.02     | 25.99     | 6.81      | 1.03      | 1.05                | 7.07          |

### Езици
Численост и дял на населението по роден език, според преброяването на населението през 2001 г.
| Роден език          | Численост | Дял (в %) |
| Общо                | 137 689   | 100.00    |
| Български           | 76 652    | 55.67     |
| Турски              | 50 753    | 36.86     |
| Цигански            | 8428      | 6.12      |
| Други               | 327       | 0.23      |
| Не се самоопределят | 1080      | 0.78      |
| Непоказано          | 449       | 0.32      |

### Вероизповедания
Численост и дял на населението по вероизповедание според преброяванията на населението през годините:
|                     | Численост | Численост | Дял (в %) | Дял (в %) |
| 2001                | 2011      | 2001      | 2011      |           |
| Общо                | 137 689   | 120 818   | 100.00    | 100.00    |
| ------------------- | --------- | --------- | --------- | --------- |
| Православие         | 75 236    | 45 963    | 54.64     | 38.04     |
| Католицизъм         | 271       | 274       | 0.19      | 0.22      |
| Протестантство      | 84        | 261       | 0.06      | 0.21      |
| Ислям               | 58 838    | 34 368    | 42.73     | 28.44     |
| Друго               | 78        | 78        | 0.05      | 0.06      |
| Нямат               | –         | 2422      | –         | 2.00      |
| Не се самоопределят | 2733      | 6766      | 1.98      | 5.60      |
| Непоказано          | 449       | 30 686    | 0.32      | 25.39     |

## Физикогеографска характеристика
Област Търговище е с площ от 2710.4 km2, или това е 13,6 % от територията на Североизточния район и 2,4 % от територията на България. Състои се от 5 общини – Търговище, Попово, Омуртаг, Опака и Антоново, граничи с 5 области – Русе, Разград, Велико Търново, Шумен и Сливен.

### Релеф
Територията на община Търговище се характеризира със своето разнообразие и преливане на равнинен, хълмист и ниско-планински релеф, поради което и надморската височина варира от 150 до 690 m. За град Търговище тя е 170 m. По-голямата част от територията на общината се намира в обхвата на Предбалкана в близост до северните склонове на Преславската планина, чиято най-висока точка е връх „Коджакус“ – 690 m. Северната част от територията е разположена в Търговищкото поле по поречието на река Врана. Добре изразени земновръхни форми са долинните разширения на реките Врана и Сива и нископланинските възвишения – Търговищко поле, Преславска планина и Поповските височини. Търговищкото хълмисто поле е най-тясно свързано с икономиката на града. На север граничи с Разградските височини, на изток с Шуменските, на запад с Лилякското плато, а на юг с Преславската планина. В североизточна посока на река Врана, нейната долина се разширява, като се оформят две акумулационни тераси, като върху едната е разположена част от град Търговище. Релефът на Търговищкото поле е разнообрзен и от ридове, като по-известни са Юкя, Иванка баир, Серсема, Драката и Чокята. Търговищкото поле е изградено от кредни материали, съставени от варовици и мергели. Те започват с валанжа и свършват с апта. Отличават се с висока водопропускливост и вертикална цепителност. Средния им наклон е от 3 до 5%. В Преславската антиклинала се намира и петно от юра. Осевата ѝ зона е изградена от валанжни флиш и варовици и варовити мергели, а бедрата – от хотривски мергели.

### Климат
Климатът се характеризира със студени североизточни ветрове през зимните месеци, а лятото е горещо и сухо. Типично се наблюдават засушавания в края на лятото – юли и август, докато в началото му са характерни множество превалявания от дъжд. Климатът на Търговище е умерено континентален. Оградните ниски планини и ридове влияят слабо върху климата на града, разположен в Търговищкото поле. През пролетта от югозапад и запад нахлуват влажни въздушни маси. Не по-малко значение за формирането на климата има и пренасянето на въздушни маси от тропичен произход през лятото. Климатичното влияние на Черно море почти не въздейства на климата на Търговище. Хълмистият и нисък планински релеф в близките и по-далечни околности влияе слабо върху атмосферната циркулация. По-съществено значение за микроклимата на града имат изложението му, дълбочината и посоката на речните долини и високото било на Стара планина.
Продължителността на слънчевото греене е 2250 часа годишно, и се отразява благоприятно върху развитието на селското и горско стопанство. Първата метеорологична станция в Търговище е създадена едва през 1960 г. Средната годишна температура 10,7 °C, за разлика от градове от същия паралел като Плевен (11,5 °C) и Варна (11,8 °C), е сравнително по-ниска. Средномесечната максимална температура е 29,4 °C. 240 дни от годината температурата е над 5 °C; 184 дни с над 10 °C; 120 дни с над 15 °C. Зимните застудявания са чувствителни. Средномесечната януарска температура е -6,7 °C. Годишната абсолютна влажност е 7,7. Най-висока влажност е през юли – 12,6 mm., а най-ниска през януари – 3,5 mm.
Валежите са важно условие за развитието на селското стопанство. Годишното количество на валежите в Търговище е 585 mm на m², което е под средното за страната. В съседните общини като Омуртаг е 686 mm, а в Попово – 577 mm. Според разпределението си спадат към континенталния тип. Главният им максимум е 77 mm, а минимумът им е през февруари – 28 mm. Максимален денонощен валеж е отчетен на 26 май 1937 г. – 111,2 mm. Максималния годишен валеж за Търговище е отчетен през 1952 г. – 990 mm, а минималния – 385 mm през 1935 г. Най-сухи месеци са юли, август и септември. Твърдите валежи се изразяват чрез снеговалежи през зимата, и градушки през лятото. Снежната покрива се задържа средно по 43,6 дни; средната ѝ дебелина е 10 – 12cm. Районът е беден на водни ресурси, което е наложило изграждането на много водоизточници.
Ветровете са отражение на циркулацията на въздушните маси в Северна България. В Търговище най-често духат западните, северните и северозападните ветрове. От тях западните имат най-голям относителен процент – 47 %. Честота им е най-голяма през зимните и пролетни месеци. Северните и северозападните духат през зимата. Те отвяват значителна част от снежната покривка. През лятото от юг и югозапад понякога нахлуват сухи и горещи ветрове. Последните причиняват преждевременно узряване на посевите.
В Търговище и района се срещат всички неблагоприятни климатични явления – мъгли, градушки, слани, поледици и вихрови бури. Градушки падат през късната пролет и ранното лято. Средногодишните случаи с градушка са 1,7. Често те нанасят големи щети на селското стопанство. Сланите се образуват през пролетта и есента. Първата слана има средна дата 5 октомври, а последната – 21 април. Средната продължителност без слана е 172 дни в годината. Облачността е по-значителна през зимата, а по-слаба през лятото. Броят на ясните дни е 63. Броят на дните с мъгла е 35,5.
Като климатични ресурси се разглеждат онези елементи на климата и свойства на въздушната среда, които могат да се използват пряко в практиката. Те се определят като енергийни, биоклиматични, рекреационни, агроклиматични. Комплексът от климатичните условия в Търговище има значение за развитието на селското стопанство. Характеристиките на местния климат са определящи при подбора на селскостопанските култури. Показателите показват, че в Търговище могат да се отглеждат и редица култури като втори култури. От значение за селското стопанство е и количеството на валежите през вегетационния период. Установено е, че в Търговище валежите съвпадат с продължителността на този период. От значение за селското стопанство са и твърдите валежи, които се акумулират във вид на снежна покривка и се използват през месеците на вегетация на растенията. За развитието на земеделието климатът е изключително благоприятен.

### Води
Водното богатство в Търговищко не е голямо. То е тясно свързано с недостатъчното количество на валежите, силната нарязаност на релефа и водопропускливостта на пластовете. Търговищката област обхваща води от три речни басейна – Русенски Лом на север, Голяма Камчия на изток и Янтра на запад. Нито една не протича изцяло през областта. Част от реките са маловодни и водосборните им басейни са малки. Речния отток е непостоянен. Реките имат дъждовно-снежен режим с максимален отток през пролетта. При поройни валежи. Течните речни долини се пълнят и наводняват ниските им тераси. През лятото вследствие на високите температури и силното изпарение, голяма част от реките пресъхват. По-съществено стопанско значение има река Врана.
Най-голямата река е река Врана, която преминава и през града. Тя извира от североизточните склонове на Лиса планина, проломява Преславската планина и навлиза в Търговищкото поле. Тя е слабо врязана в основните скали – варовици и мергели. Ниските ѝ тераси обикновено се заливат при поройни дъждове. Залесяването на водния ѝ басейн е 23%. Отточният ѝ режим изразява особеностите на севернобългарските реки – период с високи водни количества и чести колебания от началото на февруари до края на юни и период с ниски през лятото. Средногодишният ѝ обем е 12,5 млн. m3 вода. При обилни валежи, водите на Врана излизат от коритото ѝ, макар и рядко. Най-известното езеро е „Борово око“ в едноименния парк на града. Един от най-големите язовири в България се намира на територията на областта – Ястребино. Най-големия язовир в общината е язовир Съединение. Карстовите извори в Търговищко имат малък дебит. Те са пряко свързани с карбонатните скали. Водосборния басейн им е ограничен. Използват се за водоснабдяване на селищата.
Опасни явления, свързани с водите, са наводненията. Те се предизвикат в резултат на падане на обилни дъждове, интензивно снеготопене. Най-големи покачвания на нивото на водите има в периодите март – април – май и октомври – ноември. Поради отдалечеността на Търговище от големи водни басейни, като цяло е защитен от големи наводнения с големи щети.

### Почви
Почвената покривка е обусловена от геоложкия строеж и литоложкия състав и отразява влиянието на континенталните климатични условия, нископланинския климат и хълмист релеф и растителна покривка.
В Търговищко най-разпространените почви са светлосивите горски почви. Те са плитки, ерозирани и дълбококарбонатни. Отличават се с голямото си плодородие. Покриват Сланник, Герлово и землищата на селата Длъжка поляна, Обител и Зелена морава. На отделни места те са песъчливи, глинести и каменисти. Подходящи са за развитие на трайни насаждения – малини, сливи, лозя.
Второ място по обхват, заслужено заемат силно излужените черноземни почви. Те покриват по-голямата част от землищата на Търговище, Попово, Дралфа, Славяново, Светлен т.е. северната част на областта. Върху тях добре виреят зърнените култури, както и някои технически като слънчоглед. Типични черноземни почви има в землищата на Търговище, Давидово и Голямо Соколово. Отличават се с голямото си плодородие.
Алувиално-ливадните почви покриват речните долини и долинните разширения на реките Черни Лом, Малки Лом и Врана. Те са доста влажни. Подходящи се за зеленчуци, картофи, дини и пъпеши.
Почвената покривка на Търговищко е благоприятна за развитие на селското стопанство. Град Търговище и областта попадат в северната почвена област.
Чрез терасиране на склоновете и правилната агрообработка с правилна агротехника, обработваемият фонд бива опазен от вредното влияние на ерозията. Изкуственото напояване и наторяване увеличават плодородието, запазват и подобряват структурата на почвата.

### Растителност
Специфичните почвено-климатични условия са обусловили прехода от широколистна горска растителност на запад към тревна растителност със степен характер на изток. Естествената растителност заема ограничени пространства. По остатъчната естествена растителност се съди, че в миналото равнината е била почти изцяло заета от просторни гори и ливадни степи, които във времето били изсечени. Липсата на води, значително съкращава видовото разнообразие. Зелената система на общината се характеризира с представеност от основни видове както на равнинно-хълмистия пояс на листопадните гори до 400 м надморска височина, така и на пояса на заливните и крайречните гори до 600 м надморска височина. Естествена растителност е запазена в зоните, които са по-малко годни за развитието на земеделието.
Естествената растителност е представена от различни дървесни видове, като дъб, липа, ясен, дива круша, габър. Вековни гори покриват обширен район в югозападната част на общината. В местността „Пирамидата“ в землището на село Бракница, Поповско расте огромен летен дъб на възраст около 430 години. От храстите най-важни представители са: смрадлика, чашкодрян, драка, глог, леска, къпина, трънка, шипка и др. Тревната растителност е сравнително по-бедна. Представена е от житни треви: содина острица, осика, млечка, троскот, магарешки бодил, татул, бял равнец и др. Успоредно с тази растителност по територията на общината се срещат много и разнообразни билки, които имат стопанско значение. Използват се във фармацевтичната промишленост за извличане на екстракти за различни лекарства и за билколечение. В района повсеместно са разпространени: шипка, глог, коприва, глухарче, змийско мляко, маточина, живовляк, лайка, бял равнец, мента, мащерка, жълт кантарион, смрадлика, орех, къпина и др.

### Защитени територии
Пет територии в област Търговище са обявени за защитени по смисъла на Закона за защитените територии. Те се контролират от Регионалната инспекция по околна среда и води – Шумен. В териториалния обхват на региона попадат „Урумово лале“, „Игликина поляна“, „Петка Балкан“, „Божур поляна“ и „Римският мост“.
„Урумово лале“ е каменист, силно варовит стръмен склон в землището на с. Пайдушко с площ 12 хектара. Обявена е като природна забележителност през 1983 г., а 20 години по-късно е прекатегоризирана в защитена местност. Под защита е естественото находище на растителния вид „Урумово лале“, представен в трите му форми – жълта, пъстра и червена, която е представена от единични екземпляри. Видът е български ендемит, застрашен от изчезване, включен в „Червената книга“ на България.
„Игликина поляна“ се намира в местността „Кайрака“ край Търговище. Тя е обявена за защитена, заради естественото находище на билката лечебна иглика. Целогодишно „Игликина поляна“ е обект на неорганизиран туризъм, поради красивата природа, съчетание на защитения обект с ограждаща го смесена широколистна гора и близостта с града.
Вековната церова гора в местността „Бабаконду“ край село Братово и „Божур поляна“ в землищата на селата Вардун и Стража са другите две защитени природни територии, а „Римският мост“ е прекатегоризиран в защитена местност през 2003 г., за да се опази територията с характерен ландшафт в землището на антоновското село Стеврек.

## Транспорт
Областта се обслужва от I-4, който е път от първокласно значение, с дадена европейска категоризация път Е772, чието направление е София – Севлиево – В. Търново – Търговище – Шумен – Варна. За вътрешно регионалните направления се използват второкласните пътища II-49 Тутракан – Разград – Търговище, както и ІІ-48 Омуртаг – Котел –Градец (Сливен) в посока север-юг; ІІ-51 Бяла (Русе – Попово – Лозница – Е70 (Русе – Варна); ІІ-74 (Преслав –Търговище – Дралфа), както и от много третокласни пътища с обща дължина 342 km.

## Икономика

### Земеделие
Селскостопанският фонд в Област Търговище е в размер на 1 492 900 дка, като 70 % е в частния сектор. Той е разпределен както следва:
- Обработваема земя – 945 120 дка
- Мери, пасища и ливади – 265 935 дка
- Трайни насаждения – 28 585 дка
- Пустеещи земи – 253 260 дка

Обработваема земя
През 2010 година в областта са били засети общо 338 768 дка жито.

### Безработица
| Дата    | Средно за страната | Област Търговище | Община Търговище | Община Попово | Община Омуртаг | Община Опака | Община Антоново |
| ------- | ------------------ | ---------------- | ---------------- | ------------- | -------------- | ------------ | --------------- |
| 6.2003  | 13,7 %             | (1-во) 31,1 %    |                  |               |                |              |                 |
| 5.2005  | 12,72 %            | (1-во) 27,2 %    | 20 %             | 21 %          | 41 %           | 34 %         | 51 %            |
| 6.2005  |                    | (1-во) 24,01 %   |                  |               |                |              |                 |
| 6.2006  |                    | (1-во) 19,67 %   |                  |               |                |              |                 |
| 10.2007 | 6,78 %             | (1-во) 14,55 %   |                  |               |                |              |                 |
| 11.2008 | 5,85 %             | 12,58 %          |                  |               |                |              |                 |
| 10.2009 | 8,03 %             | 13,58 %          | 9,62 %           | 10,57 %       | 22,37 %        | 17,69 %      | 27,12 %         |
| 12.2009 | 8,66 %             | (2-ро) 14,19 %   | 10,41 %          | 11,20 %       | 22,79 %        | 19,54 %      | 25,38 %         |
| 3.2010  | 10,26 %            | (2-ро) 17,52 %   | 13,18 %          | 14,57 %       | 25,50 %        | 28,15 %      | 30,26 %         |
| 8.2010  | 9,14 %             | (2-ро) 15,66 %   | 11,20 %          | 12,47 %       | 24,49 %        | 23,57 %      | 30,41 %         |
| 10.2010 |                    | (2-ро) 15,36 %   | 10,92 %          |               |                |              | 30,32 %         |
| 1.2011  | 9,24 %             | (2-ро) 15,79 %   | 11,89 %          | 12,84 %       | 23,71 %        | 24,41 %      | 26,86 %         |
| 4.2011  | 9,52 %             | (2-ро) 16,31 %   | 12,44 %          |               | 23,98 %        | 27,84 %      | 27,98 %         |

## Пътнотранспортни произшествия
През 2019 г. в областта са станали 55 тежки катастрофи, с 18 жертви и 62 ранени. Една от областите с голям дял пътнотранспортни произшествия, средно 16,36 на 100 000 души.